# Озерне (Мелітопольський район)
Озерне́ (до 1945 — Друге Чорне) — село в Україні, у Мелітопольському районі Запорізької області. Входить до складу Веселівської селищної громади. Населення становить 443 осіб.

## Географія
Село Озерне розташоване на березі річки Великий Утлюк, вище за течією на відстані 3 км розташоване село Мала Михайлівка. Річка в цьому місці пересихає, на ній зроблено кілька загат.
У селі є вулиці: Шкільна, 40 років Перемоги, Зелена, Інтернаціональна, Молодіжна, Польова та Степова.

## Історія
Засноване як село Друге Чорне.
7 (20) листопада 1917 року, відповідно до Третього Універсалу Української Центральної Ради, увійшло до складу Української Народної Республіки.
Село постраждало від Голодомору 1932—1933 років, організованого радянським урядом з метою винищення місцевого українського населення. Згідно з даними Державного архіву Запорізької області встановлено 1 жертву.
У 1945 році перейменоване в село Озерне.
У 1962-1965 роках належало до Михайлівського району Запорізької області, відтак у складі Веселівського району.
12 червня 2020 року, відповідно до розпорядження Кабінету Міністрів України № 713-р «Про визначення адміністративних центрів та затвердження територій територіальних громад Запорізької області», увійшло до складу Веселівської селищної громади.
19 липня 2020 року, в результаті адміністративно-територіальної реформи та ліквідації  Веселівського району увійшло до складу Мелітопольського району.
Можлива столиця України. 

## Населення
За переписом населення України 2001 року в селі мешкало 437 осіб.

### Мова
Розподіл населення за рідною мовою за даними перепису 2001 року:
| Мова       | Відсоток |
| ---------- | -------- |
| українська | 74,49 %  |
| російська  | 22,57 %  |
| вірменська | 1,35 %   |
| молдовська | 0,90 %   |
| білоруська | 0,23 %   |
| інші       | 0,46 %   |